# アラン・スミシー・フィルム
『アラン・スミシー・フィルム』（原題: An Alan Smithee Film: Burn Hollywood Burn、劇中においては単にBurn Hollywood Burn と表されている）は、1997年に制作されたアメリカ映画。
本作は、当時アメリカの映画業界で監督が自分の名前を表示することを拒否する際に使用されていた偽名「アラン・スミシー」を題材とした映画である。
脚本と製作はジョー・エスターハス、監督はアーサー・ヒラーが務めたものの、エスターハスの加えた編集に対してヒラーが異を立てたため、監督はアラン・スミシーとクレジットされた。その為、アラン・スミシーの映画をアラン・スミシーが（名義上）監督したということとなった。
いずれにせよ、本作は映画史上最低の作品と謳われるほど評価が悪く、第19回ゴールデンラズベリー賞では作品賞を含む5部門を受賞した。さらに推定製作費およそ1000万ドルに対し、興行収入が4万5779ドルという大穴をあけている。これは同じく"史上最低の映画"と謳われる『プラン9・フロム・アウタースペース』が放映権を手放した際の収益率を下回る結果である。また皮肉にも、この映画のおかげで全米監督協会がアラン・スミシー名義の使用を1999年以降公式に停止するといった連鎖反応を招いた。そして、本作を制作したシナージ・ピクチャーズは本作を最後に解散した。

## あらすじ
映画監督のアラン・スミシーは、莫大な製作費のもとにシルヴェスター・スタローン、ウーピー・ゴールドバーグ、ジャッキー・チェンといった豪華出演陣を揃えて映画『トリオ』を撮影した。しかし制作過程でスタジオ側から編集を加えられた結果、「『ショーガール』より酷い出来」になってしまう。そこでスミシーは監督名のクレジットを拒否しようとするが、使用できる偽名は自分と同じ名前のアラン・スミシーしかないことを悟り、フィルムを盗み出して逃亡を図った末に、スタジオ側へフィルムごと燃やしてやると脅迫を入れる。

## キャスト
※括弧内は日本語吹替
- アラン・スミシー - エリック・アイドル（岩崎ひろし）
- ジェームズ・エドマンズ - ライアン・オニール（田原アルノ）
- ジェリー・グローヴァー - リチャード・ジェニ（落合弘治）
- レオン・ブラザーズ - チャックD（菅原正志）
- ディオン・ブラザーズ - クーリオ（大黒和広）
- ミッシェル・ラファティ - レスリー・ステファンソン（松井菜桜子）
- マーナ・スミシー - シェリー・ルンギ
- アン・グローヴァー - サンドラ・バーンハード（佐藤しのぶ）
- サム・リゾー - ハーヴェイ・ワインスタイン（西村知道）
- ゲイリー・サミュエルズ - ギャヴィン・ポロン

本人役
- シルヴェスター・スタローン（玄田哲章）
- ウーピー・ゴールドバーグ（小宮和枝）
- ジャッキー・チェン（石丸博也）
- ロバート・エヴァンス（有本欽隆）
- ロバート・シャピロ（塚田正昭）
- シェーン・ブラック
- ジョー・エスターハス（西村知道）
- ラリー・キング（玄田哲章）
- ビリー・ボブ・ソーントン（有本欽隆）
- ビリー・バーティ（岩崎ひろし）
- ノーマン・ジュイソン（クレジットなし）

## 評価
映画評論家のロジャー・イーバートは本作にひとつも星を与えず、「非常に粗悪な作品である。アーサー・ヒラーが本作のクレジットに名前を出さなかったのは非常に良いことだが、あとはすべて最悪だ」と本作を酷評した。
映画批評サイトRotten Tomatoesには、41件のレビューがあり、批評家支持率は7％、平均点は10点満点中3.3点となっており、『ユーモアのある明らかなジョークの面白さも、映画業界に対する洞察力もない、ウィットレスなハリウッド風刺。』だと評価されている。

## 賞歴[7]
| 賞                           | 部門                                                     | 候補                                             | 結果       |
| ---------------------------- | -------------------------------------------------------- | ------------------------------------------------ | ---------- |
| 第19回ゴールデンラズベリー賞 | 最低作品賞                                               | 『アラン・スミシー・フィルム』                   | 受賞       |
| 第19回ゴールデンラズベリー賞 | 最低主演男優賞                                           | ライアン・オニール                               | ノミネート |
| 第19回ゴールデンラズベリー賞 | 最低助演男優賞                                           | ジョー・エスターハス                             | 受賞       |
| 第19回ゴールデンラズベリー賞 | 最低助演男優賞                                           | シルベスター・スタローン                         | ノミネート |
| 第19回ゴールデンラズベリー賞 | 最低監督賞                                               | アーサー・ヒラー、またの名をアラン・スミシーとも | ノミネート |
| 第19回ゴールデンラズベリー賞 | 最低脚本賞                                               | ジョー・エスターハス                             | 受賞       |
| 第19回ゴールデンラズベリー賞 | 最低スクリーンカップル賞                                 | 本人役と、その本人たち                           | ノミネート |
| 第19回ゴールデンラズベリー賞 | 最低新人賞                                               | ジョー・エスターハス                             | 受賞       |
| 第19回ゴールデンラズベリー賞 | 最低主題歌賞                                             | "I Wanna Be Mike Ovitz!"                         | 受賞       |
| 第20回ゴールデンラズベリー賞 | 20世紀最低作品賞                                         | 『アラン・スミシー・フィルム』                   | ノミネート |
| 1998スティンカーズ最悪映画賞 | 最低作品賞                                               | 『アラン・スミシー・フィルム』                   | ノミネート |
| 1998スティンカーズ最悪映画賞 | 最低の監督センス（こいつがまた監督する前に阻止しろ！）賞 | アーサー・ヒラー                                 | ノミネート |
| 1998スティンカーズ最悪映画賞 | 最も痛々しいほど笑えないコメディ                         | 『アラン・スミシー・フィルム』                   | ノミネート |
| 1998スティンカーズ最悪映画賞 | 画面上で最悪のヘアスタイル                               | ジョー・エスターハス                             | 受賞       |